# 野口町 (加古川市)
野口町（のぐちちょう）は、兵庫県加古川市の地域である。本項ではその前身である野口村（のぐちむら）についても述べる。
1950年6月15日、加古郡野口村、加古川町、尾上村、神野村、平岡村と合併し、新たに加古川市となったため地方自治体として消滅した。旧村域は現在の加古川市野口町に相当する。

## 概要
現在の加古川市野口町北野・坂井・坂元・長砂・野口・二屋・古大内・水足・良野に相当する。当地域には、東加古川工業団地・加古川卸団地がある。
西側は官庁街として、加古川町と一体化している。また、東側はそのまま平岡町・別府町に連なっている。

## 地名の由来
西国街道が稲美野台地へ上がる入り口であることから名付けられた。

## 歴史
- 1889年（明治22年）4月1日 - 町村制施行により加古郡野口村、古大内村、二屋村、北野村、長砂村、水足村、坂井村、坂元村、良野村が合併して野口村が発足[1]。
- 1950年（昭和25年）6月15日 - 神野村・加古川町・尾上村・平岡村と合併して加古川市が発足。加古川市野口町となる[2]。

## 交通

### 鉄道
- JR神戸線（山陽本線）が町内を通過するが、駅はない。最寄りは加古川駅・東加古川駅である。

かつては、国鉄高砂線・別府鉄道野口線が存在していたが、廃止となった。

### バス
- 神姫バス

### 道路
- 兵庫県道18号加古川小野線
- 兵庫県道148号大久保稲美加古川線
- 兵庫県道383号八幡別府線
- 兵庫県道386号野口尾上線
- 東播磨南北道路

## 教育
- 幼稚園
  - 加古川市立野口幼稚園
- 小学校
  - 加古川市立野口小学校
  - 加古川市立野口北小学校
  - 加古川市立野口南小学校
- 中学校
  - 加古川市立中部中学校
  - 加古川市立陵南中学校
- 高等学校
  - 兵庫県立加古川北高等学校（水足に所在。）

## 公共施設
- 加古川市公設地方卸売市場
- 加古川市東消防署野口分署
- 加古川野口郵便局

## 参考書籍
- 加古川市『加古川市史 記述編』 3巻、加古川市〈近・現代編〉、2000年3月31日。
- 角川書店『角川日本地名大辞典』 28巻〈兵庫県〉、1988年。ISBN 978-4040012803。